# فرودگاه پنجگور
 فرودگاه پنجگور (به انگلیسی: Panjgur Airport) یک فرودگاه همگانی با کد یاتا PJG است که یک باند فرود آسفالت و آسفالت دارد و طول باند آن ۱۵۲۴ متر است. این فرودگاه در کشور پاکستان قرار دارد و در ارتفاع ۱۰۰۲ متری از سطح دریا واقع شده است.

## شرکت‌های هواپیمایی و مقصدهای پروازی
| شرکت‌های هواپیمایی           | مقصدهای پروازی |
| --------------------------- | -------------- |
| هواپیمایی بین‌المللی پاکستان | جناح           |